# The Division
The Division é uma série de televisão, produzida nos Estados Unidos e filmada em São Francisco, na California. Ganhou o apoio de diversos grupos feministas pelo seu crescente foco na força e capacidade das mulheres no trabalho. Nos anos 2000, a série era a única da TV americana que tinha seu elenco principal formado apenas por mulheres e sendo ainda dirigida por uma mulher, Deborah Joy LeVine.
A série mostra uma equipe de mulheres, inspetoras e oficiais da policia, que trabalham no departamento de São Francisco, sendo lideradas pela capitã Kate McCafferty (Bonnie Bedelia). A série mistura os relances da vida pessoal de cada uma das inspetoras, com as diversas situações enfrentadas por elas durante o rotina de trabalho. Produzida pela Viacom Productions (Paramount), The Division teve sua primeira temporada exibida a partir de 7 de janeiro de 2001 nos Estados Unidos pelo canal Lifetime. Sua quarta e última temporada encerrou-se no dia 28 de junho de 2004. Ao longo das 4 temporaradas foram produzidos um total de 88 episódios. Em 2008, ganhou reprises pelo canal pago americano Lifetime Real Women. A série foi dublada em português de Portugal, pais onde foram exibidas todas as temporadas da série, que recebeu o título de "The Division - A Lei da Rua".
O episódio Book of Memories da quarta temporada, foi usado como parte da campanha social "Stop Violence Against Women" (Não à violência contra mulheres) de 2004, que também incluiu entrevistas com mulheres reais que sofreram violência.
A série recebeu prêmios no BMI Film & TV Awards, Prism Awards, Young Artist Awards e Gracie Allen Awards. A atriz Lisa Vidal chegou a ser premiada como de "Melhor Atriz Dramática" no ALMA Awards pela sua atuação como inspetora Magda Ramirez.

## Sinopse
"Cinco Mulheres e um código: Justiça" é o slogan da série. Ela relata a vida profissional e social de cinco mulheres com personalidades e em fases diferentes da vida que trabalham juntas nos corredores de um departamento de policia de São Francisco. O grupo é formado pela capitã Kate McCafferty (Bedelia Bonnie), pelas inspetoras Jinny Exstead (Nancy McKeon), Magdalena Ramírez (Lisa Vidal), Angela Reid (Lela Rochon) e pela detetive C.D. Lorenzo (Tracey Needham). Ao longo da série o grupo passa por algumas mudanças, como a saída da inspetora Angela e a contratação dos oficiais Nate Basso (Jon Hamm) e Stacy Reynolds (Amy Jo Johnson), que passam a aprender sobre como solucionar e concluir os mais controversos casos policiais.
Explorando as vidas pessoais e profissionais dessas mulheres, inspetoras, detetives e policiais muito diferentes entre si, The Divison mostra as principais caracterialistas dos crimes investigados em São Francisco. Além de trabalharem em meio a ação, suspense e crimes sádicos, as oficiais também lidam com seus altos e baixos de romance, família, maternidade e os fortes laços das amizades femininas.

## Elenco principal
- Bonnie Bedelia… Capitã Kate McCafferty
- Lisa Vidal… Inspetora Magdalena Ramirez
- Amy Jo Johnson… Stacy Reynolds
- Jon Hamm… Nathan Basso
- Jon Tenney… Hank Riley
- Taraji Henson… Raina Washington
- Nancy McKeon… Inspetora Jinny Exstead
- Tracey Needham… C.D. Lorenzo
- Jose Yenque… Gabriel 'Gabe' Herrera
- Alex Rocco… John Exstead

## Episódios

### Temporada 1
1. Pilot
2. There but for Fortune
3. Seduced and Abandoned
4. Forces of Deviance
5. Mother's Day
6. Secrets and Lies
7. The Fear Factor
8. Don't Ask
9. What Sharp Teeth You Have
10. Hero
11. Absolution
12. Faces in the Crowd
13. Partners in Crime
14. The Parent Trap
15. Deal with the Devil
16. Obsessions
17. The First Hit's Free, Baby
18. Mothers & Daughters
19. Redemption
20. High on the Hog
21. Virgin Territory
22. Intervention

### Temporada 2
23. Spin Dry
24. Shelby
25. This Thing Called Love
26. Insult to the Body
27. Forgive Me, Father
28. Journey
29. A Priori
30. Hide and Seek
31. Beyond the Grave
32. Angel Work
33. Keep Hope Alive
34. Illusions
35. Remembrance
36. Unfamiliar Territory
37. Welcome Home
38. Brave New World
39. Secrets, Lies, and Weddings
40. Farewell, My Lovelies
41. Full Moon
42. Long Day's Journey
43. Before the Deluge (1)
44. Sweet Sorrow (2)

### Temporada 3
45. Til Death Do Us Part
46. Oh Mother Who Art Thou
47. Bewitched, Bothered and Bewildered
48. Murder.Com
49. Testimonial
50. Cold Comfort
51. Strangers
52. Cost of Freedom
53. Cradle Will Rock
54. Radioactive Spiders
55. Rush to Judgment
56. Misdirection
57. Rich Girl Poor Girl
58. Wish You Were Here
59. Baby It's Cold Outside
60. Extreme Action Figures
61. Castaways
62. Body Double
63. Diagnosis
64. Thus With a Kiss I Die
65. Hearts & Minds (1)
66. Acts of Betrayal (2)

### Temporada 4
67. Bite Me
68. Skips & Stones
69. What's Love Got to Do with It?
70. Play Ball
71. A Death in the Family
72. That's Them
73. Rush for the Door
74. Book of Memories
75. It's the Real Thing
76. The Fall of the House of Hayes
77. As I Was Going to St. Ives
78. Lost and Found
79. The Kids Are Alright
80. Now I Lay Me Down to Sleep
81. Acts of Desperation
82. The Box (1)
83. Crawl Space (2)
84. Baby, the Rain Must Fall
85. Hail, Hail, the Gang's All Here
86. Be Careful What You Wish For
87. Zero Tolerance (1)
88. Somewhere In America (2)

## Prêmiações
2002 - ALMA Award: Indicação: 'Outstanding Actress in a Television Series'- Lisa Vidal.
2004 - BMI Film & TV Awards: Vencedora: 'BMI Cable Award' - Jeff Eden Fair.
2003 - BMI Film & TV Awards: Vencedora: 'BMI Cable Award' - Jeff Eden Fair.
2004 - Gracie Allen Awards: Vencedora: 'Outstanding Entertainment Program' - Drama com "Without a Trace" (2002)'.
2004 - Imagen Foundation Awards: Indicação: 'Best Actress in a Television Drama' -
Lisa Vidal.
2004 - Prism Awards: Indicacão: 'Performance in a Drama Series Multi Episode Storyline' -
Nancy McKeon
2003 - Prism Award: 'Performance in a Drama Series' e 'Performance in a Drama Series Episode' - Nancy McKeon
2002 - Prism Award: Vencedora: 'TV Drama Series Episode' - Para o episódio "Intervention".
2003 - Young Artist Awards: Indicação: 'Best Performance in a TV Drama Series' - Joy Lauren
2002 - Young Artist Award: Indicação: 'Best Performance in a TV Drama Series' - Shawn Pyfrom